# رمزي كلارك
ويليام رمزي كلارك (بالإنجليزية: Ramsey Clark)‏ (ولد في 18 ديسمبر 1927-توفي في 9 أبريل 2021) هو محامي وناشط أمريكي ومسؤول سابق في الحكومة الاتحادية. كان كلارك ليبرايا تقدميا من حركة الحد الجديد، واحتل مناصب عليا في وزارة العدل الأمريكية في رئاسة جون كينيدي وليندون جونسون، ولا سيما منصب نائب عام الولايات المتحدة في الفترة من 1967 إلى 1969؛ وكان سابقا نائب النائب العام من 1965 إلى 1967 ومساعد النائب العام من 1961 إلى 1965.
بصفته نائبًا عامًا، عُرف كلارك بمعارضته القوية لعقوبة الإعدام، وبدعمه الشديد للحريات والحقوق والمدنية، وتفانيه في تنفيذ أحكام قوانين مكافحة الاحتكار. أشرف كلارك على صياغة قانون حق التصويت لعام 1965 وقانون الحقوق المدنية لعام 1968. قاد كلارك العديد من حملات النشاط التقدمي بعد تركه العمل بالمكتب العام، بما في ذلك معارضة الحرب على الإرهاب، وعرض كلارك تقديم خدمة الدفاع القانوني عن بعض الشخصيات المثيرة للجدل مثل تشارلز تايلور، و سلوبودان ميلوشيفيتش، و صدام حسين، و ليندون لاروش. يعتبر كلارك آخر من توفي ضمن أعضاء مجلس وزراء حكومة جونسون.

## النشأة والمهنية
وُلد كلارك في مدينة دالاس بولاية تكساس يوم 18 ديسمبر عام 1927، لوالده الفقيه القانوني توم سي. كلارك ووالدته ماري جين (اسم الولادة: ماري رمزي). شغل والد كلارك منصب النائب العام للولايات المتحدة بين عامي 1945 حتى 1949 في فترة رئاسة الرئيس الأمريكي هاري إس. ترومان، ثم أصبح قاضيًا بالمحكمة العليا للولايات المتحدة في أغسطس عام 1949. وعمل جده من ناحية الأم، ويليام فرانكلين رمزي، بالمحكمة العليا لولاية تكساس، بينما كان جده من ناحية الأب، المحامي ويليام هنري كلارك، رئيسًا لنقابة المحامين بولاية تكساس.
درس كلارك بمدرسة وودرو ويلسون الثانوية بواشنطن، ولكنه ترك المدرسة في سن السابعة عشر حتى ينضم لقوات مشاة بحرية الولايات المتحدة، وحضر المعارك في أوروبا الغربية خلال الأشهر الأخيرة من الحرب العالمية الثانية، وظل في الخدمة حتى عام 1946. وعاد كلارك إلى الولايات المتحدة ليحصل على بكالريوس الآداب من جامعة تكساس في أوستن عام 1949، ثم حصل على درجة ماجستير الآداب في التاريخ الأمريكي من جامعة شيكاغو عام 1950، وحصل على درجة الدكتوراه في القانون من مدرسة القانون بجامعة شيكاغو عام 1951. وكان عضوًا بأخوية دلتا تاو دلتا الدولية في أثناء دراسته بحامعة تكساس.
قُبل كلارك في نقابة المحامين بتكساس عام 1950، وقُبل لممارسة المحاماة أمام المحكمة العليا للولايات المتحدة عام 1956. مارس كلارك العمل القانوني بين عامي 1951 حتى 1961 بصفته مساعدًا وشريكًا في مؤسسة كلارك، وريد، وكلارك القانونية.

## العمل الخاص
درَّس كلارك، بعد عمله في منصب النائب العام، في مدرسة القانون بجامعة هاوارد بين عامي 1969 حتى 1972، وفي مدرسة بروكلين للقانون بين عامي 1973 حتى 1981. وكان كلارك ناشطًا في الحركة المناهضة لحرب فيتنام وزار شمال فيتنام عام 1972 اعتراضًا على قصف هانوي. شارك كلارك في مؤسسة بول، وفايس، وريفكيند، ووارتون، وجاريسون القانونية بنيويورك بين عامي 1969 حتى 1973، قبل أن يستقيل ليدير مكتبه السياسي.
حصل كلارك على صوت واحد لأحد المفوضين للترشيح الرئاسي في المؤتمر الوطني الديمقراطي لعام 1972.
رُشح كلارك في الانتخابات التمهيدية عن الحزب الديمقراطي لنواب مجلس الشيوخ الأمريكي في مدينة نيويورك، وتمكن من هزيمة ممثل الحزب لي ألكساندر، ولكنه خسر في الانتخابات أمام النائب يعقوب جافيتس. سعى كلارك مرةً أخرى للترشح عن الحزب الديمقراطي لمجلس الشيوخ الأمريكي، ولكنه كان بعيدًا هذه المرة، إذ كان ترتيبه الثالث في الانتخابات التمهيدية بعد دانيال باتريك موينيهان وسيدة الكونغرس بيلا أبزوغ.
أُشيد بكلارك مؤخرًا بواسطة بعض التقدميين، وانتُقد بواسطة بعض المحافظين أيضًا على حد سواء؛ بسبب أرائه السياسية ومنشوراته. وصف كلارك الحرب على الإرهاب بأنها حرب على الإسلام.

## حياته الشخصية
تزوج كلارك من جورجيا ولش يوم 16 أبريل عام 1949. وأنجبا طفلين، روندا كاثلين كلارك، وتوم كامبل كلارك الثاني. توفيت زوجته جورجيا يوم 3 يوليو عام 2010 بعمر 83 عامًا، وتوفي ابنه يوم 23 نوفمبر عام 2013 بسبب مرض السرطان. عاش كلارك مع زوجته في قرية غرينتش بمدينة نيويورك.

## أنشطة

### محاكمة صدام
شارك رمزي كلارك في فريق الدفاع عن صدام حسين

### المحاكمة العسكرية التاسعة للإخوان المسلمين في مصر
حاول رمزي كلارك حضور جلستين في المحاكمة العسكرية التاسعة للإخوان المسلمين بوصفه مراقباً حقوقياً ومحامياً، إلا أن سلطات الأمن المصرية رفضت السماح له بحضور الجلستين وعملت على مراقبة تحركاته الإعلامية والسياسية في مصر
عقد رمزي كلارك مؤتمراً صحفياً أعرب فيه عن استنكاره واستغرابه مما حدث مندداً بسياسات الحكومة المصرية فيما يختص بحقوق الإنسان، ومحاكمة المدنيين أمام محاكم عسكرية. وعن هذه المحاكمة قال:
- إن منع المراقبين من مراقبة الجلسات يخالف معايير المحاكمة العادلة فلا بد أن تكون المحاكمة علنية ومحايدة، وأطالب السلطات المصرية أن تفي بالعهود والمواثيق التي وقعت عليها عام 1984 والتي وقَّعت عليها ضمن مواثيق حقوق الإنسان وهذه العهود تتضمن حق أي مواطن في الحصول على محاكمة عادلة مستقلة محايدة
- إن هذه القضية سياسية وليست قانونية لأنها تأتى  بهدف منع الإخوان من التواصل وتقديم الخدمات للمجتمع وهنا لابد ألا يفوتني أن أبدي اندهاشي من وجود 9 من أساتذة الجامعات ضمن القضية، أساتذة الجامعة مكانهم الجامعة وليس السجون!
- أعرف أن الرئيس مبارك هو الذي أمر بتحويل هذه القضية للقضاء العسكري  وسير القضية يظهر لنا الطريق الذي تمشى فيه الحكومة والمؤسسات في مصر فالعالم الآن يعتبر مصر دكتاتورية عسكرية يأتي إليها حاكم مستبد تلو الآخر ليحكمها
- لن يفوتني أيضا أن أبدى إعجابي بتماسك وشجاعة أسر المحالين للمحاكمة العسكرية، لقد جلست معهم لساعات ورأيت المعاناة والفراغ لغياب أحبابهم وآبائهم» (من تقرير المعارضة المستباحة)»

## روابط خارجية
- رمزي كلارك على موقع IMDb (الإنجليزية)
- رمزي كلارك على موقع الموسوعة البريطانية (الإنجليزية)
- رمزي كلارك على موقع مونزينجر (الألمانية)
- رمزي كلارك على موقع إن إن دي بي (الإنجليزية)
- رمزي كلارك على موقع قاعدة بيانات الفيلم (الإنجليزية)